# Edward E. Montgomery
Edward Edmonds Montgomery (Coshocton, 10 februari 1933 – Worthington, 22 augustus 1986) was een Amerikaans componist, muziekpedagoog en ingenieur.

## Levensloop
Montgomery voltooide eerst zijn technische studies en studeerde af als ingenieur. In 1958 wisselde hij van richting en begon met een muziekstudie aan de Ohio State University in Columbus. Later was hij een bekend muziekpedagoog. Tot zijn leerlingen behoorde de componist en dirigent Roger Cichy. Montgomery werd ook bekend als componist voor marching bands. 

## Composities

### Werken voor harmonieorkest
- 1963 L'Enfilade Overture
- 1986 Mirror Lake, suite voor eufonium en harmonieorkest
- Heritage Suite, voor harmonieorkest
- Lo, How a Rose, voor harmonieorkest

### Kamermuziek
- Festival, voor eufonium en piano
- Mirror Lake, voor eufonium en piano
- Serenade, voor hoorn, trompet, kornet en eufonium